# سارا غونزاليس غوميز
سارا غونزاليس غوميز هو مغني كوبي، ولد في 13 يوليو 1949 في Marianao ‏ في كوبا، وتوفي في 1 فبراير 2012 في هافانا في كوبا.

## وصلات خارجية
- سارا غونزاليس غوميز على موقع ميوزك برينز (الإنجليزية)
- سارا غونزاليس غوميز على موقع ديسكوغز (الإنجليزية)